# 奧得河 (魯默河支流)
奧得河（德語：Oder，發音：[ˈoːdɐ] ⓘ）是德國的河流，位於該國北部下薩克森州，屬於魯默河的右支流，河道全長56公里，流域面積385平方公里，發源自圣安德烈亚斯贝格附近，流經哈茨山區巴特勞特貝格和哈茨山麓哈托夫，河口處在卡特伦堡-林道。

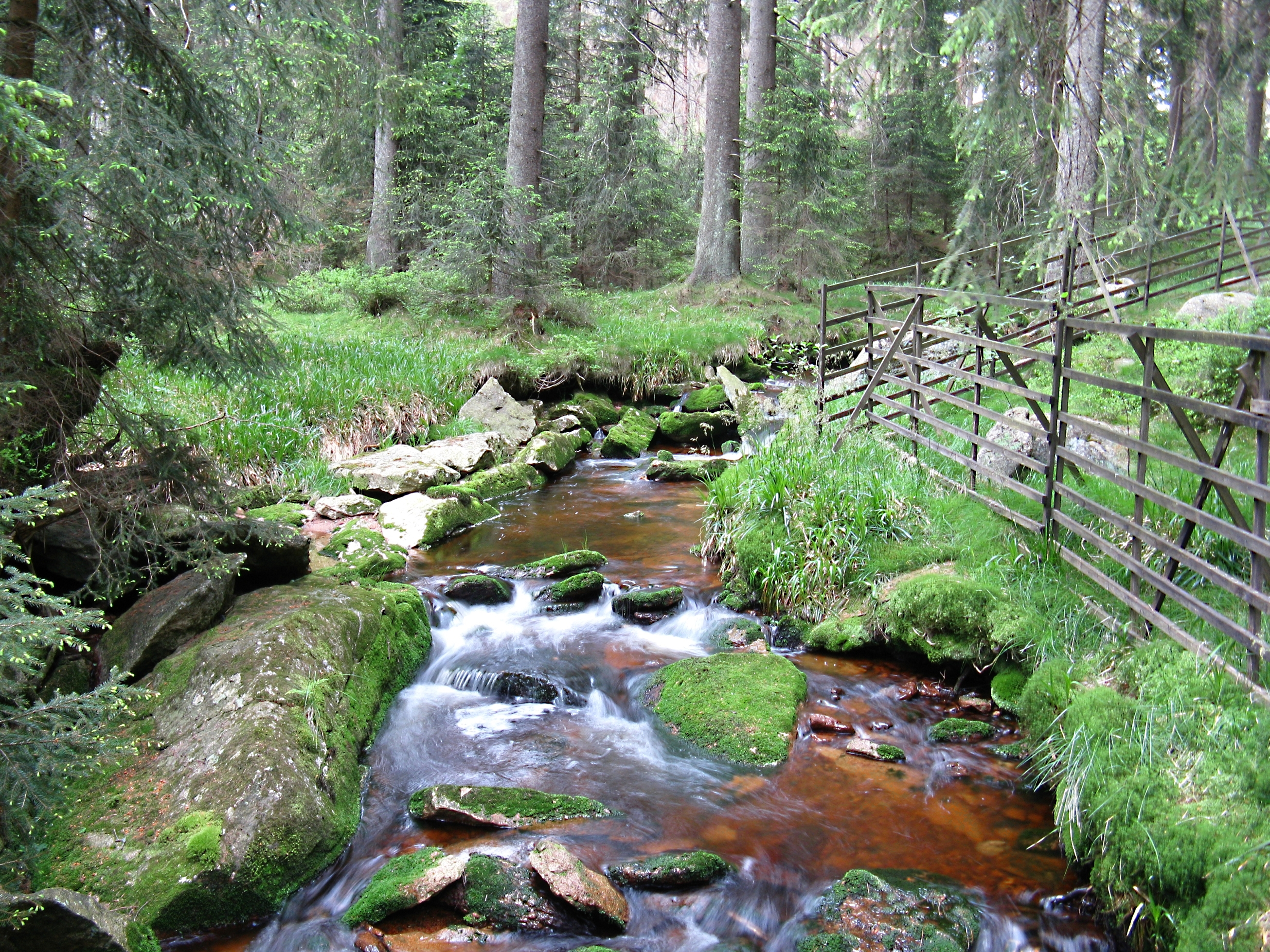
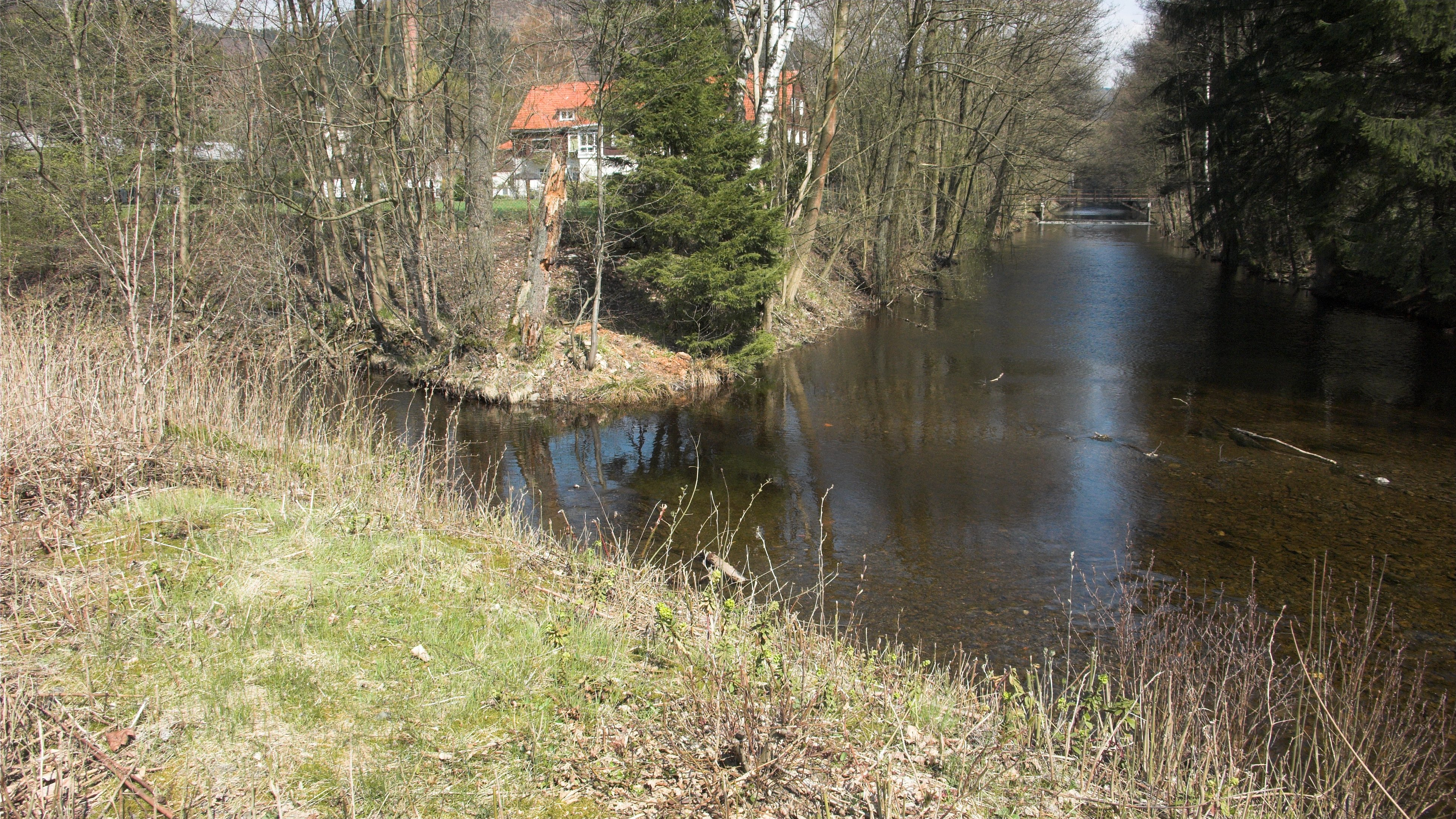
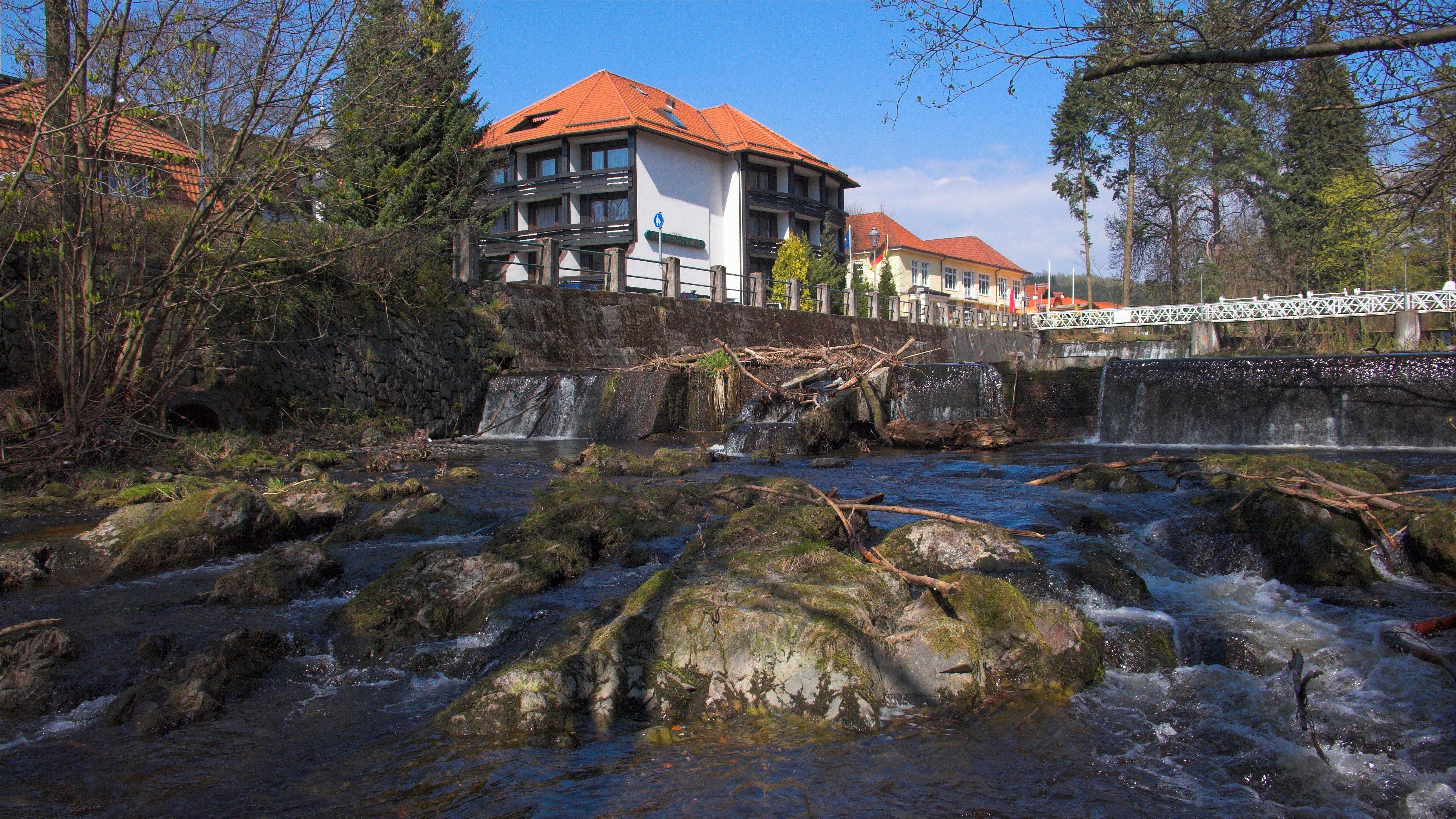
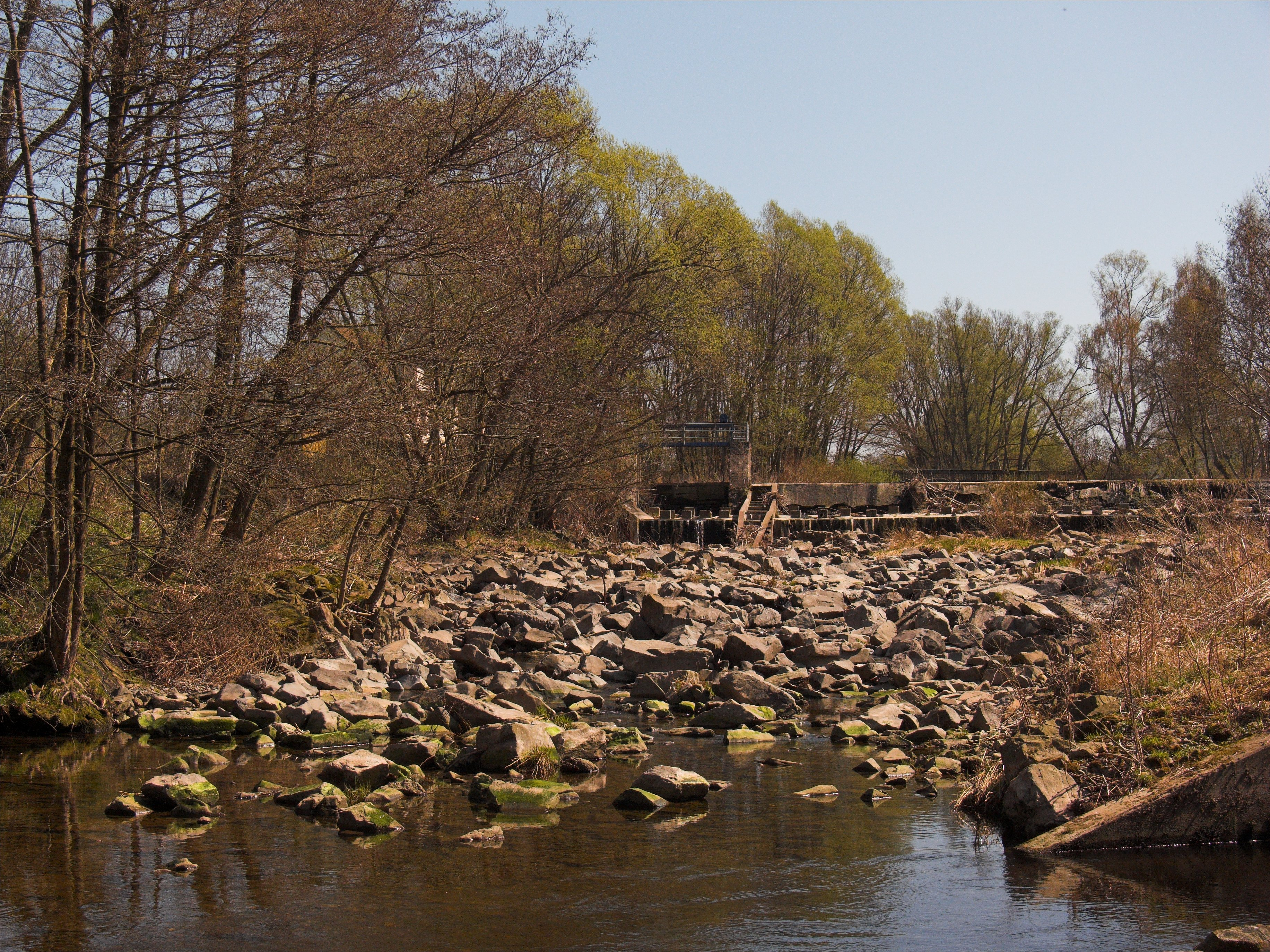
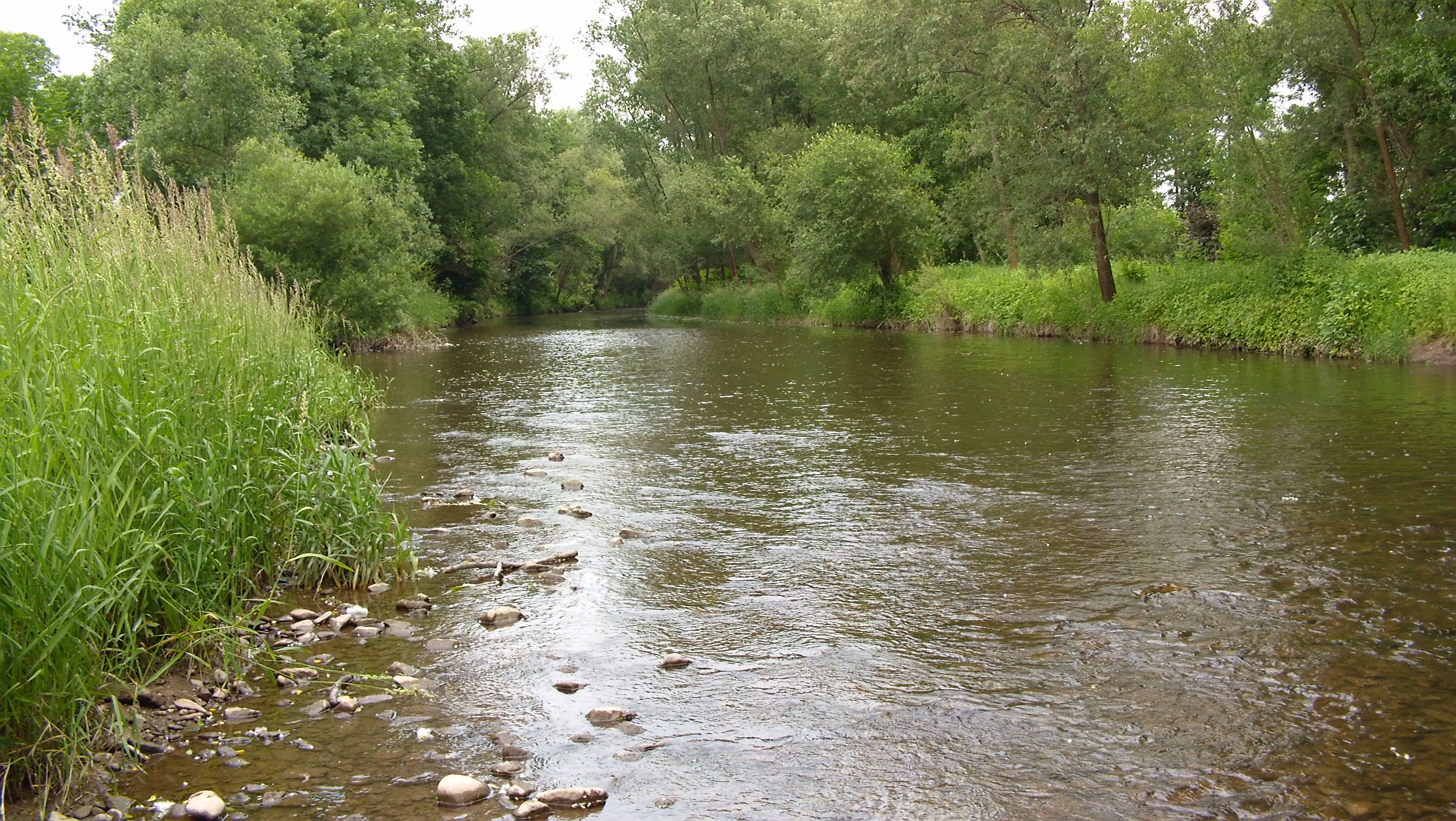